# Il sogno di Zorro (film 1975)
Il sogno di Zorro è un film del 1975 diretto da Mariano Laurenti.

## Trama
A Nueva Aragona, il generale Ruarte ha spodestato con la forza il governatore Don Diego e tiranneggia incontrastato. In città ritorna Paco, il nipote di Don Diego, che, dopo anni trascorsi a Parigi, ha atteggiamenti da settecentesco e stucchevole damerino. Paco - che è peraltro promesso sposo a Zaira, sua cugina e figlia di Don Diego - non sa come opporsi allo strapotere di Ruarte, a sua volta desideroso di impalmare la giovane nobildonna. Dal momento che i due servitori di Paco si accorgono che il giovane, nel sonno, si trasforma in Zorro rivivendone le gesta, decidono di alimentarlo a sonniferi; affinché, con imprese eroiche, spodesti Ruarte con il sergente Garcia e tutti i loro scagnozzi. Così avviene, sino a comportare l'innamoramento di Zaira per lo stesso Paco.